# Quines
Quines – miasto w Argentynie, w prowincji San Luis, w departamencie Ayacucho.
Według danych szacunkowych na rok 2010 miejscowość liczyła 7 459 mieszkańców.